# Zoungbomè
Zoungbomè è un arrondissement del Benin situato nella città di Akpro-Missérété (dipartimento di Ouémé) con 10.261 abitanti (dato 2006).